# Паланга (аэропорт)

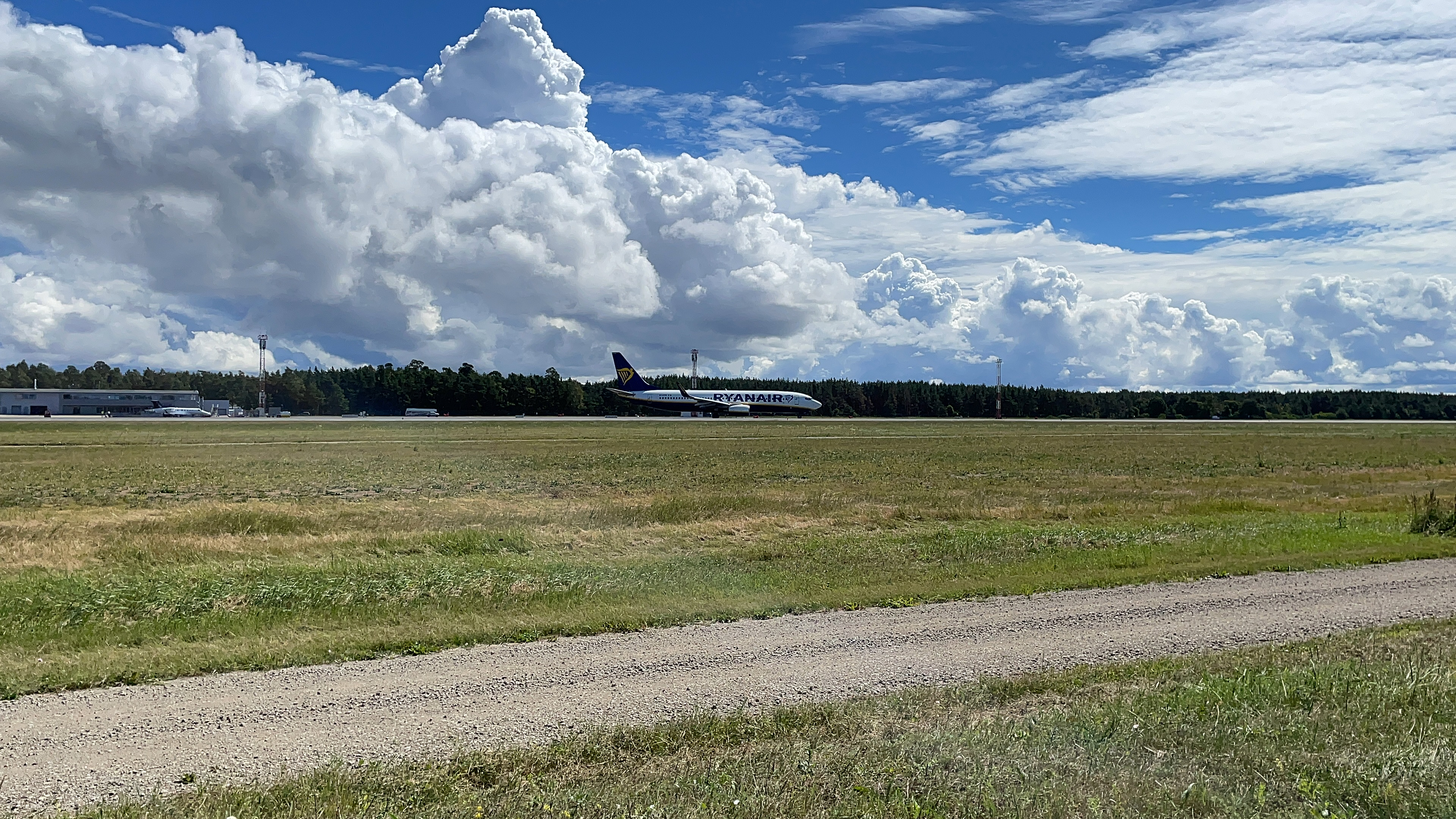
Boeing 737-800 EI-DYB авиакомпании Ryanair в аэропорту Паланга

Международный аэропорт Паланга (ИАТА: PLQ, ИКАО: EYPA), также известный как Аэропорт Паланга (англ. Palanga International Airport, лит. Palangos oro uostas) — литовский международный аэропорт, располагающийся около курорта Паланга на берегу Балтийского моря, 3-й по величине аэропорт Литвы. Обслуживает Палангу, Клайпеду и города западной Латвии. Специализируется на рейсах небольшой и средней продолжительности в Европу.

## История
Аэродром был открыт в 1937 году в 7 км к востоку от нынешнего терминала у дороги Паланга — Дарбенай, где проходили обучение пилоты ВВС Литвы. В 1939 году начали совершаться регулярные рейсы по маршруту Каунас — Паланга. После присоединения к СССР до 1963 года аэродром использовался военной авиацией, пока не был переоборудован в гражданский. В 1991 году аэропорт был национализирован литовскими властями.
С 1993 года пассажиропоток неуклонно растёт. 
Особенно значительно пассажиропоток вырос в 2004 году, после вступления Литвы в ЕС.
С 1997 года аэропорт Паланга состоит в международном совете аэропортов (ACI). 
В 1994—1997 гг. был перестроен пассажирский терминал, механизм досмотра багажа модернизирован по требованиям ИКАО. 
Диспетчерская переоборудована в 1994—1995 гг., 
в 1996—1997 гг. улучшена ВПП, 
с 1988 года обновлён въезд в аэропорт. 
В 2007 году был построен северный терминал, расширивший зону терминалов на 2000 м². 
В июне — октябре 2007 года ВПП 01/19 была увеличена в размерах, также было установлено новое освещение. 
Штат аэропорта насчитывает более 200 человек.
6 сентября 2021 аэропорт был закрыт на полуторамесячную реконструкцию, в ходе которой были обновлены ВПП и перрон, модернизированы инженерные сети, системы освещения, а также предложены энергосберегающие и экологически чистые решения.

## Терминалы
В аэропорту работают два терминала: Южный и Северный. Южный был построен в 1970-е годы и модернизирован в 1990-е годы. Является зоной досмотра во время всех вылетов, там же расположены административные здания и различные кафе и бары. Северный терминал открыт 26 октября 2007 года для обслуживания прибывших самолётов и готовящихся ко взлёту как в Шенгенскую зону, так и в другие страны. Телескопические трапы в аэропорту отсутствуют, пассажиры попадают в самолёт при помощи специальных челноков.

## Статистика
| Год  | Пассажиропоток | Изменения |
| ---- | -------------- | --------- |
| 2001 | 45660          |           |
| 2002 | 45971          | +0,7 %    |
| 2003 | 46666          | +1,5 %    |
| 2004 | 76020          | +62,9 %   |
| 2005 | 94000          | +23,7 %   |
| 2006 | 110828         | +17,9 %   |
| 2007 | 93379          | -15,7 %   |
| 2008 | 101586         | +8,8 %    |
| 2009 | 104600         | +3,0 %    |
| 2010 | 102528         | -1,9 %    |
| 2011 | 111133         | +8,0 %    |
| 2012 | 128169         | +15,3 %   |
| 2013 | 127890         | -0,2 %    |
| 2014 | 132931         | +3,9 %    |
| 2015 | 145441         | + 9,4 %   |
| 2016 | 232630         | + 59,9 %  |
| 2017 | 297197         | + 27,8 %  |
| 2018 | 316643         | + 6,5 %   |
| 2019 | 338309         | + 6,8 %   |

## Наземный транспорт
- Автомагистраль А13 соединяет юг Паланги (7 км до аэропорта) и Клайпеду (32 км).
- Автобус ходит от автобусной станции до Паланги и обратно.
- Пассажиры Scandinavian Airlines выезжают на специальном автобусе из Клайпеды в аэропорт[4]